# Đak Pơ (huyện)
Đak Pơ hay Đăk Pơ là một huyện cũ nằm ở phía đông tỉnh Gia Lai, Việt Nam.

## Địa lý
Huyện Đak Pơ nằm ở phía đông của tỉnh Gia Lai, có vị trí địa lý:
- Phía đông giáp thị xã An Khê và huyện Tây Sơn, tỉnh Bình Định
- Phía tây giáp huyện Mang Yang
- Phía nam giáp huyện Kông Chro
- Phía bắc giáp huyện Kbang.

Huyện Đak Pơ có diện tích 502,62 km² và dân số năm 2021 là 41.160 người. Trung tâm hành chính của huyện là thị trấn Đak Pơ với diện tích 21 km² và dân số 5.194 người.

## Hành chính
Huyện Đak Pơ có 8 đơn vị hành chính cấp xã trực thuộc, bảo gồm thị trấn Đak Pơ (huyện lỵ) và 7 xã: An Thành, Cư An, Hà Tam, Phú An, Tân An, Ya Hội, Yang Bắc.

## Lịch sử
Đak Pơ là một trong những khu vực chịu tác hại của chất độc màu da cam trong chiến dịch rải chất độc hóa học của quân đội Hoa Kỳ mở đầu từ ngày 10 tháng 8 năm 1961.
Trước năm 2003, huyện Đak Pơ là một phần huyện An Khê.
Ngày 9 tháng 12 năm 2003, huyện An Khê chia tách thành thị xã An Khê và huyện Đak Pơ. Huyện Đak Pơ được thành lập trên cơ sở 7 xã còn lại của huyện An Khê là: An Thành, Cư An, Hà Tam, Phú An, Tân An, Ya Hội và Yang Bắc. Đồng thời, thành lập xã Đak Pơ trên cơ sở 1.963 ha diện tích tự nhiên và 3.092 nhân khẩu của xã An Thành.
Khi mới thành lập, huyện có 8 đơn vị hành chính trực thuộc, gồm 8 xã: An Thành, Đak Pơ (trung tâm huyện lỵ), Cư An, Hà Tam, Phú An, Tân An, Ya Hội và Yang Bắc.
Ngày 23 tháng 12 năm 2013, thành lập thị trấn Đak Pơ trên cơ sở toàn bộ 2.178,18 ha diện tích tự nhiên và 4.620 nhân khẩu của xã Đak Pơ. Từ đó, huyện Đăk Pơ có 1 thị trấn và 7 xã trực thuộc như hiện nay.

## Giao thông
Huyện Đak Pơ có Quốc lộ 19 đi qua, là tuyến giao thông huyết mạch nối liền vùng duyên hải miền Trung và Tây Nguyên, sang tận Campuchia.
Đak Pơ là một phần của Tây Sơn thượng đạo, một trong những nơi vua Quang Trung rèn quân. Vua Quang Trung từng lấy một người vợ dân tộc thiểu số khi ông đóng quân ở đây.
Đak Pơ cũng là quê hương của anh hùng Núp nổi tiếng. Nơi đây từng diễn ra một chiến thắng lớn trong thời kỳ kháng chiến chống Pháp của bộ đội Việt Minh. Trung đoàn 96 tiêu diệt Binh đoàn 100. trong trận Đăk Pơ ngày 24 tháng 6 năm 1954 giải phóng toàn bộ huyện An Khê và vùng phía Đông thị xã Pleiku; phối hợp với quân Pathet Lào giải phóng nhiều vùng ở Xiêng Khoảng

## Hình ảnh

Chiến thắng Đak Pơ
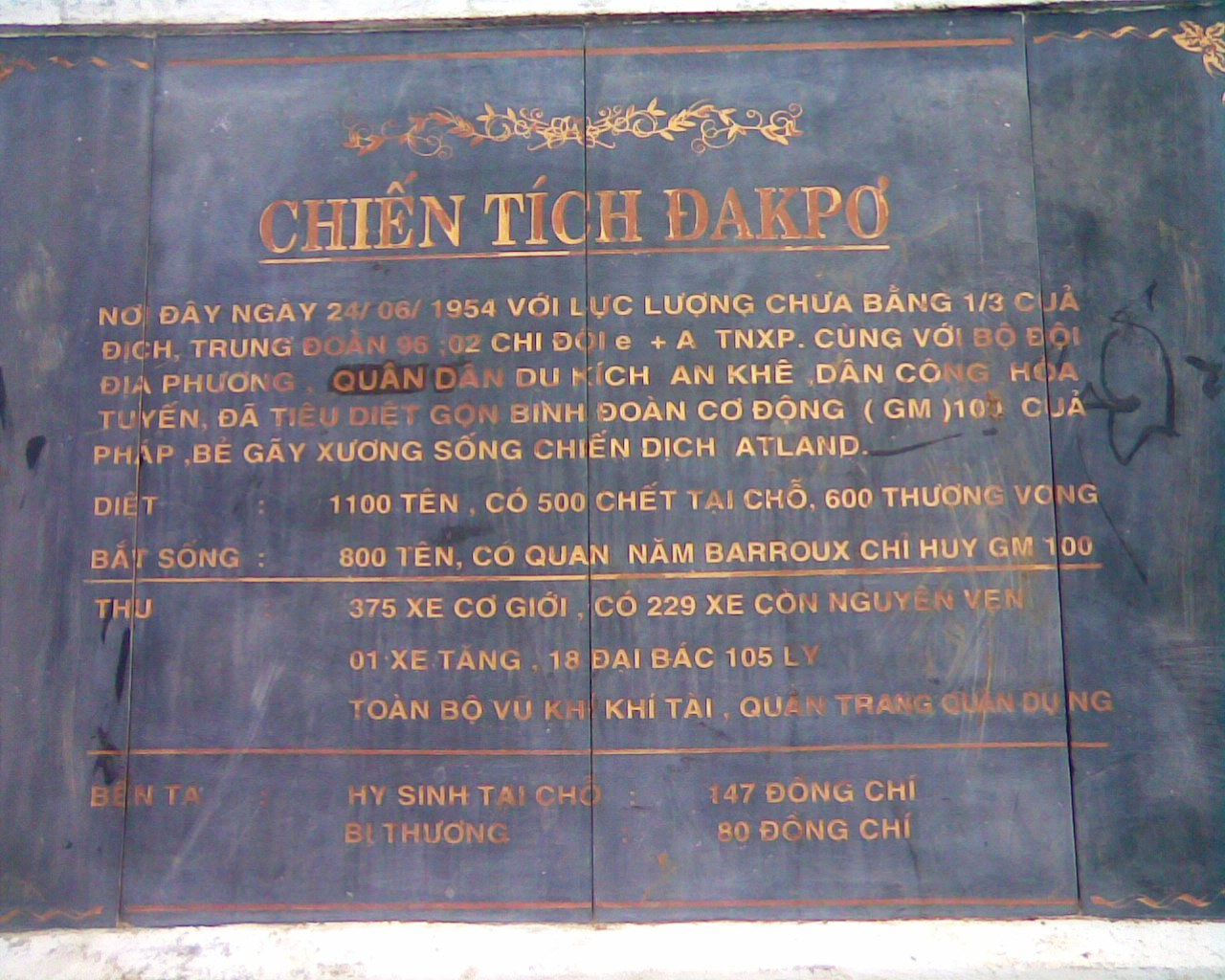
Chiến tích Đak Pơ

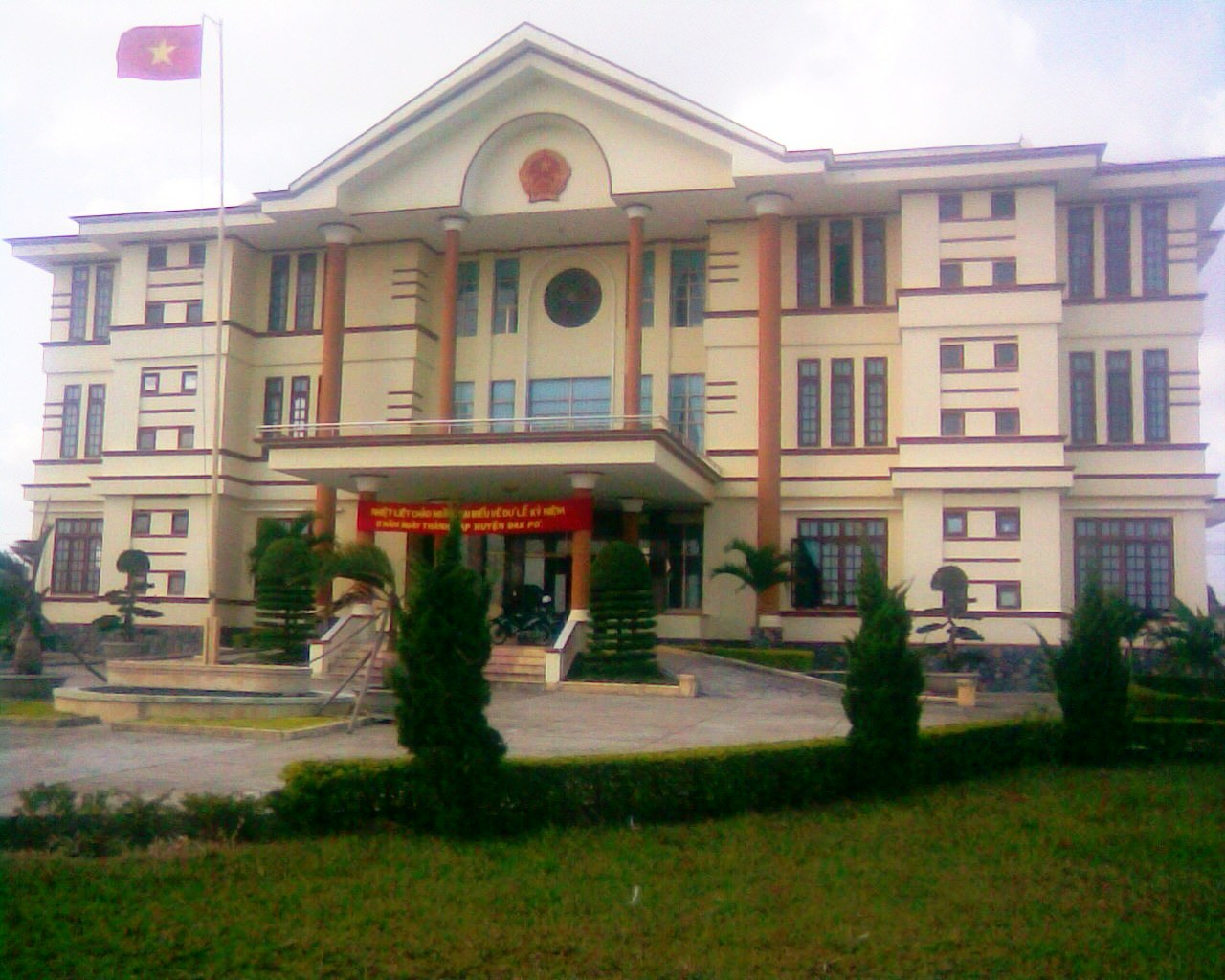
Trụ sở UBND huyện Đak Pơ

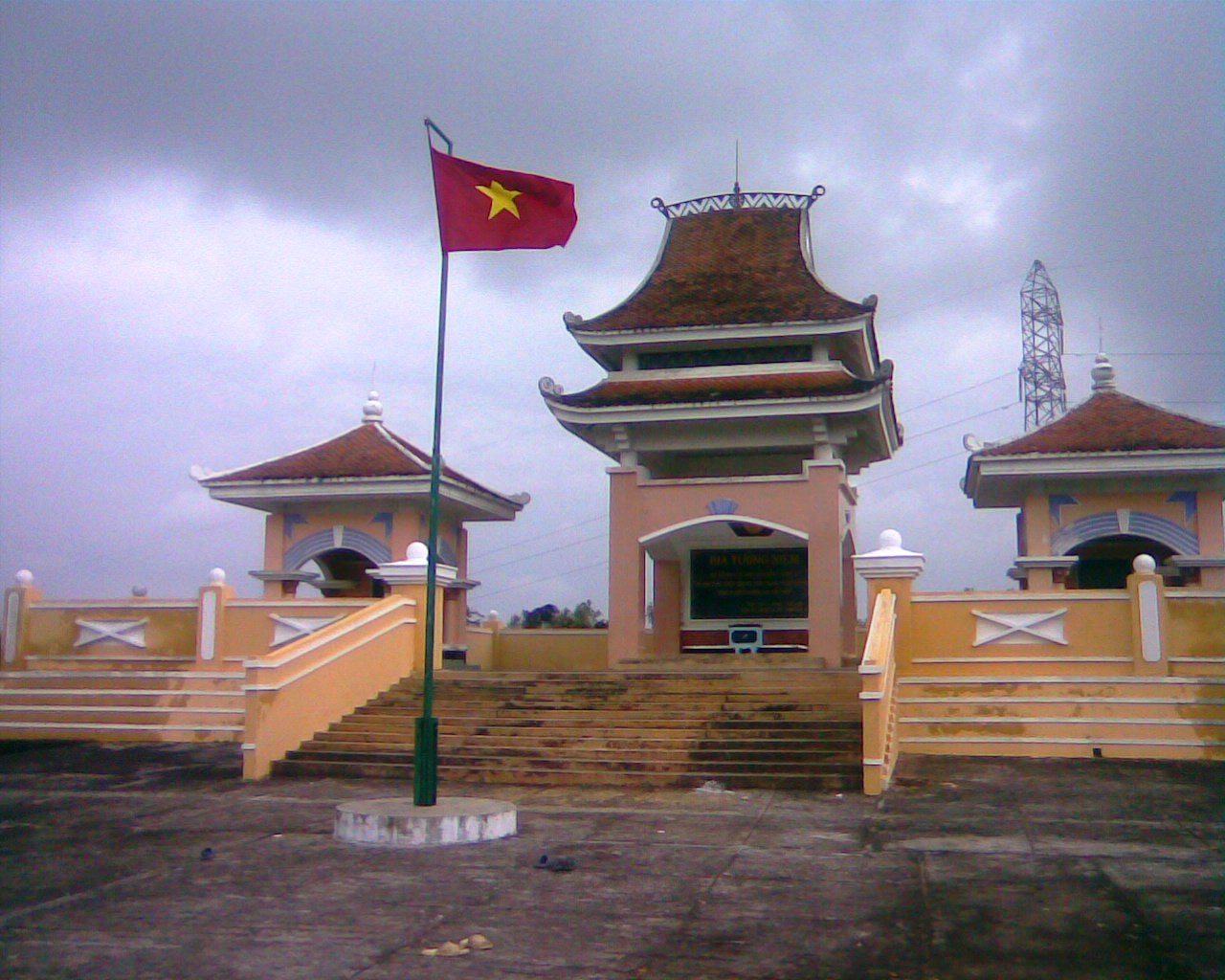
Nhà tưởng niệm Chiến thắng Đak Pơ
Thư của Hồ Chủ tịch khen ngợi Chiến thắng Đak Pơ
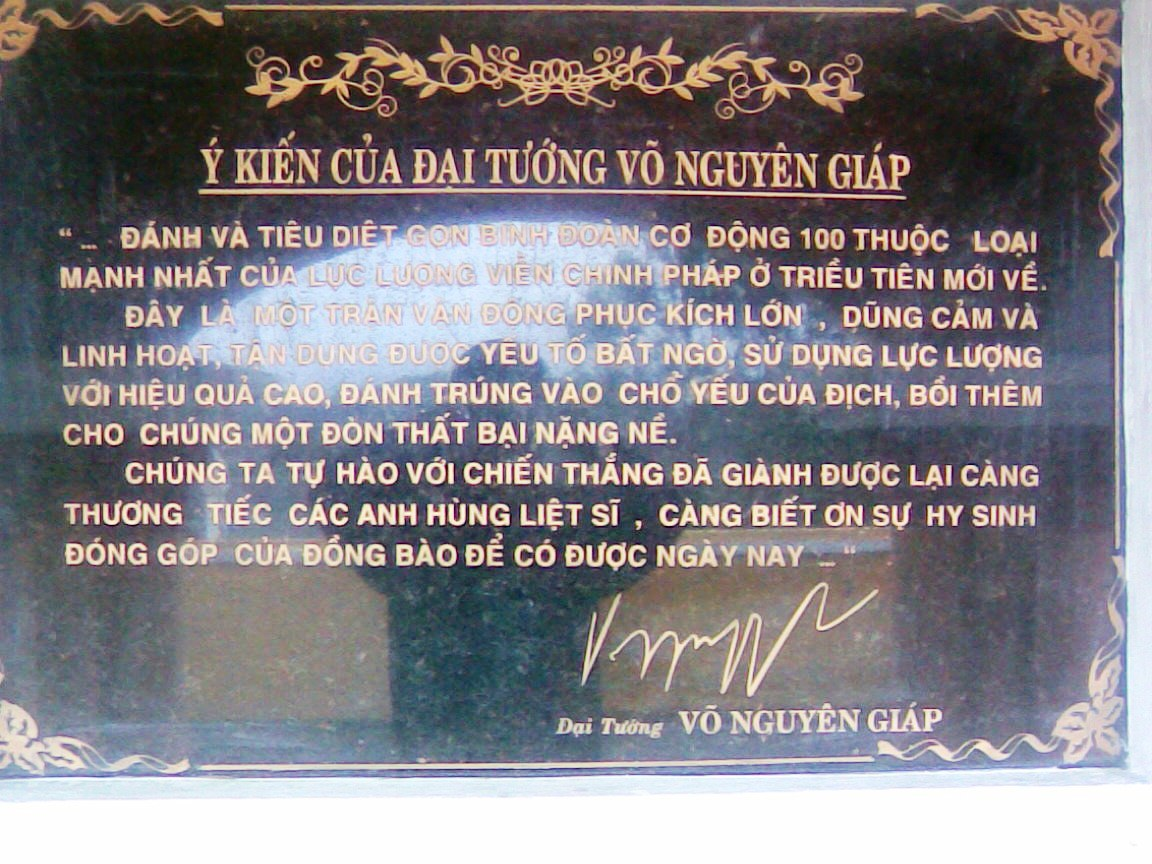
Nhận xét của Đại tướng Võ Nguyên Giáp về trận đánh
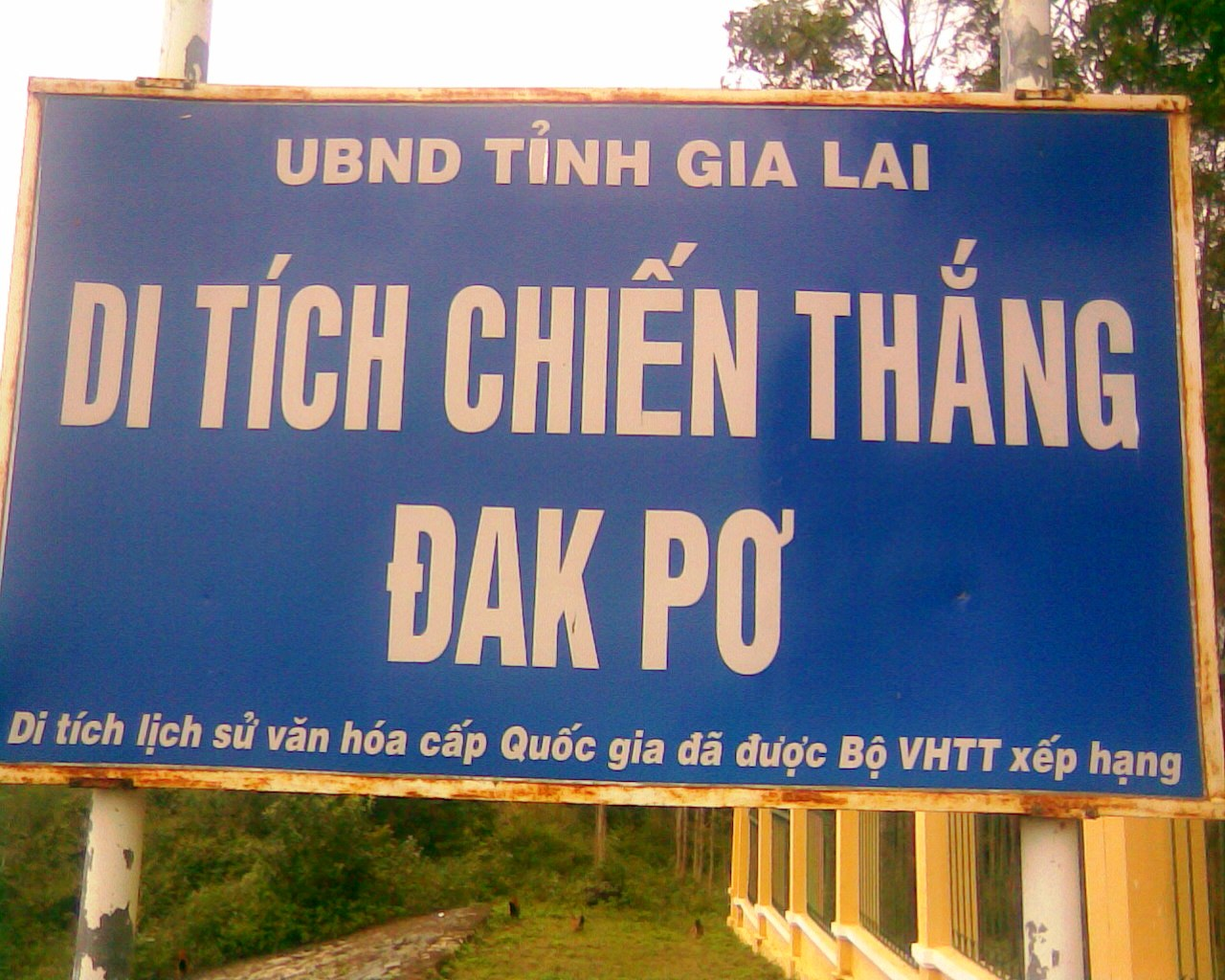
Bảng chào